# KNVB beker 1986-1987
La KNVB beker 1986-87 fu la 69ª edizione della competizione.

## Primo turno
11 e 12 ottobre, 1986.
| Squadra 1        | Risultato       | Squadra 2        |
| ---------------- | --------------- | ---------------- |
| VV Heerjansdam   | 0 - 2           | Den Bosch        |
| Kozakken Boys    | 1 - 2 (dts)     | Veendam          |
| Noordwijk        | 3 - 1           | Telstar          |
| Quick Boys       | 0 - 3           | SVV              |
| VV Rheden        | 2 - 2 (6-5 dcr) | Helmond Sport    |
| Cambuur          | 1 - 6           | Den Haag         |
| Heerenveen       | 2 - 4           | Volendam         |
| Sittard          | 0 - 2           | Feyenoord        |
| Sparta '25       | 0 - 5           | Twente           |
| Jong Sparta      | 2 - 1           | Roda JC          |
| Enschede         | 1 - 0           | NAC Breda        |
| TOP Oss          | 0 - 4           | PSV              |
| De Treffers      | 1 - 3           | Vitesse          |
| GVV Unitas       | 1 - 2           | De Graafschap    |
| Vlissingen       | 1 - 4           | VVV-Venlo        |
| IJsselmeervogels | 1 - 2           | Heracles Almelo  |
| Achilles '29     | 2 - 1           | RBC Roosendaal   |
| ACV              | 2 - 2 (4-3 dcr) | Wageningen       |
| AFC              | 2 - 5           | RKC Waalwijk     |
| AZS              | 0 - 1           | MVV              |
| Barendrecht      | 0 - 7           | PEC Zwolle       |
| Bennekom         | 0 - 4           | Excelsior        |
| DETO             | 1 - 2           | Haarlem          |
| DS '79           | 3 - 2           | Go Ahead Eagles  |
| DWV              | 3 - 0           | N.E.C.           |
| Eindhoven        | 1 - 2           | Groningen        |
| USV Elinkwijk    | 1 - 4           | Ajax             |
| Emmen            | 1 - 4 (dts)     | AZ Alkmaar       |
| Enter Vooruit    | 1 - 6           | Sparta Rotterdam |
| Flevo Boys       | 0 - 2           | Fortuna Sittard  |
| VV Geldrop/AEK   | 3 - 2           | Willem II        |
| GVVV             | 0 - 5           | Utrecht          |

## Secondo turno
15 e 16 novembre 1986.
| Squadra 1        | Risultato   | Squadra 2       |
| ---------------- | ----------- | --------------- |
| PSV              | 6 - 1       | RKC Waalwijk    |
| VV Rheden        | 0 - 2       | Ajax            |
| Heracles Almelo  | 1 - 3       | Feyenoord       |
| Sparta Rotterdam | 3 - 0       | AZ Alkmaar      |
| Jong Sparta      | 1 - 2       | Utrecht         |
| Enschede         | 1 - 7       | Den Haag        |
| SVV              | 1 - 7       | Twente          |
| Vitesse          | 2 - 1       | Volendam        |
| Achilles '29     | 1 - 5       | VVV-Venlo       |
| ACV              | 1 - 2       | Den Bosch       |
| DWV              | 1 - 3       | Fortuna Sittard |
| Excelsior        | 3 - 2       | Veendam         |
| Groningen        | 3 - 1       | MVV             |
| De Graafschap    | 2 - 1       | Haarlem         |
| Noordwijk        | 1 - 2       | VV Geldrop/AEK  |
| PEC Zwolle       | 2 - 3 (dts) | DS '79          |

## Ottavi
10 e 11 marzo 1987.
| Squadra 1        | Risultato       | Squadra 2       |
| ---------------- | --------------- | --------------- |
| Feyenoord        | 1 - 2 (dts)     | Den Haag        |
| DS '79           | 2 - 1           | Utrecht         |
| Excelsior        | 1 - 0           | Twente          |
| Den Bosch        | 2 - 2 (4-2 dcr) | PSV             |
| Sparta Rotterdam | 0 - 0 (3-4 dcr) | Ajax            |
| Vitesse          | 1 - 1 (4-3 dcr) | De Graafschap   |
| VVV-Venlo        | 1 - 2           | Fortuna Sittard |
| Groningen        | 4 - 2           | VV Geldrop/AEK  |

## Quarti
29 marzo e 1º aprile 1987. Non sono previsti i rigori ma la ripetizione della partita in caso di parità dopo i supplementari.
| Squadra 1       | Risultato | Squadra 2 |
| --------------- | --------- | --------- |
| Ajax            | 2 - 0     | Vitesse   |
| DS '79          | 0 - 0     | Den Bosch |
| Den Haag        | 3 - 1     | Excelsior |
| Fortuna Sittard | 1 - 2     | Groningen |

### Ripetizione
15 aprile 1987.
| Squadra 1 | Risultato | Squadra 2 |
| --------- | --------- | --------- |
| Den Bosch | 3 - 1     | DS '79    |

## Semifinali
5 maggio 1987. Non sono previsti i rigori ma la ripetizione della partita in caso di parità dopo i supplementari.
| Squadra 1 | Risultato | Squadra 2 |
| --------- | --------- | --------- |
| Ajax      | 0 - 0     | Groningen |
| Den Bosch | 0 - 3     | Den Haag  |

### Ripetizione
19 maggio 1987.
| Squadra 1 | Risultato | Squadra 2 |
| --------- | --------- | --------- |
| Groningen | 0 - 3     | Ajax      |

## Finale
| Squadra 1 | Risultato   | Squadra 2 |
| --------- | ----------- | --------- |
| Den Haag  | 2 - 4 (dts) | Ajax      |

| L'Aia 5 giugno 1987                                                                                          | Den Haag  | 2 – 4 (d.t.s.)                                        | Ajax |  |
| \| \| \| \| \| Boere 43’ Morley 66’ \| Marcatori \| 11’ Bosman 83’ Bosman 104’ Van Basten 106’ Van Basten \| |           |                                                       |      |  |
| |           |                                                       |      |  |
| Boere 43’ Morley 66’                                                                                         | Marcatori | 11’ Bosman 83’ Bosman 104’ Van Basten 106’ Van Basten |      |  |